# Gemeindedirektor (Niedersachsen)
Der Gemeindedirektor ist in Mitgliedsgemeinden niedersächsischer Samtgemeinden die Bezeichnung für den Leiter der Gemeindeverwaltung.
Nach § 106 Abs. 1 Satz 1 NKomVG kann der Rat einer Gemeinde in seiner konstituierenden Sitzung, bei einem Wechsel im Amt des Bürgermeisters oder auf Antrag des Bürgermeisters beschließen, dass dem ehrenamtlichen Bürgermeister für die Dauer der Wahlperiode nur repräsentative Aufgaben zufallen sollen.
Zur Erfüllung der Verwaltungsaufgaben beruft der Rat in diesem Fall den Samtgemeindebürgermeister, seinen Stellvertreter oder eine andere Person der Samtgemeindeverwaltung in das Ehrenbeamtenverhältnis eines Gemeindedirektors, § 106 Abs. 1 Satz 2 NKomVG.

## Rechtsprechung
- OVG Lüneburg, Urteil vom 17. Dezember 1991, Az. 10 L 231/89: Abberufung des Gemeindedirektors.
- OVG Lüneburg, Beschluss vom 1. März 1993, Az. 10 M 565/93: Zur Abberufung des Gemeindedirektors durch den Rat.